# Сахащик Валерій Степанович
Валерій Степанович Сахащик (біл. Валерый Сцяпанавіч Сахашчык; нар. 13 серпня 1964, Гошево, Дорогичинський район, Білоруська РСР, СРСР) — військовий, громадський діяч і підприємець, колишній командир 38-ої окремої гвардійської десантно-штурмової бригади Білорусі. Колишній член Об'єднаного перехідного кабінету Світлани Тихановської з питань оборони та нацбезпеки (2022—2024). Підполковник запасу.
Сахащик брав участь в організації 1-ї окремої десантно-штурмової роти «Білорусь» - підрозділу білоруських добровольців, що воює у складі 79-ї десантно-штурмової бригади України. Він також особисто брав участь у бойових діях.

## Молодість
Народився 13 серпня 1964 року в селі Гошеве (Дорогичинський район, Берестейська область, Білоруська РСР) на вулиці, названій ім'ям його діда. Той командував партизанською бригадою і загинув у 1944 році під час звільнення Білорусі. Коли Валерію Сахащику було 7 років, сім'я переїхала в Дорогочин, де він пішов до школи № 3, яку закінчив із золотою медаллю.
Великий вплив на долю юного Сахащика здійснили радянські фільми про десантників, він надихнувся військовою романтикою та захотів бути офіцером.
|                                      | Наступна подія, що вплинула на моє життя, — мама влаштувалась працювати продавчинею до книгарні. Людям молодим важко уявити це, але інтернету не було. Пам'ятаю, коли перший чорно-білий телевізор з'явився у нас у селі — все село збиралося по неділях подивитись на це диво. І багато речей у ті часи були дефіцитом, включаючи книги. У мене з'явився практично необмежений до них доступ. Читав я запоями. Часто — вночі безперервно. Улюблені теми — збройні конфлікти всіх часів та народів, розвідники та диверсанти, подорожі та пригоди. <…> І як результат — уже до класу сьомого питання вибору професії було вирішено: я буду офіцером ВДВ! |
| — Валерій Сахащик, Журнал «Спецназ». | |

Валерій Сахащик хотів вступати до Рязанського повітрянодесантного командного училища. Але його туди не взяли — не мав відповідного росту. Вступив до Московського вищого військового командного училища імені Верховної Ради РРФСР, з розрахунком на те, щоб відучитися там, а потім все одно піти служити в десант.
|                                | Вчитися було непросто, але якість підготовки я оцінив на зборах лейтенантів після випуску, коли побачив, що мій рівень значно відрізняється від випускників інших військових університетів. |
| — Валерій Сахащик, Наша ніва . | |

## Військова кар'єра

### Перші роки служби
Після закінчення військового училища молодий офіцер потрапив до 11-ї окремої гвардійської десантно-штурмової бригади, розташованої в Забайкальському військовому окрузі. Мав разом зі своїми бійцями вирушити до Афганістану, проте не встиг — на той час СРСР уже вивів із країни свій контингент. Після цього Валерія Сахащика перевели на інший кінець континенту — у місто Перлеберг (на півдорозі між Берліном та Гамбургом). Там він п'ять років командував десантною розвідувальною ротою 34-го окремого розвідувального батальйону.
За визнанням комбрига, на Заході життя військовослужбовців було влаштовано зовсім інакше, зокрема, не було «армійської одноманітності». Однак це не означало нижчу боєздатність. «Нагорі вже йшла горбачовська відлига, а на нашому тактичному рівні нічого не змінилося», — згадував командир. Сахащик стверджував, що підпорядкований йому підрозділ був, по суті, зразково-показовим. Достатньо навести як приклад своєрідну інтерпретацію дідівщини в його роті.

### Берестейська десантно-штурмова бригада
1992 року Валерій Сахащик потрапив до 38-ї брестської десантно-штурмової бригади на посаду заступника командира парашутно-десантного батальйону. Через шість місяців його призначили командиром батальйоном і керує своїм підрозділом протягом трьох років.
Пізніше Валерій вирішив вступити до Військової академії Республіки Білорусь. Він увійшов до першого набору командно-штабного факультету ВАРБ. Після закінчення військового вишу його призначили заступником командира 38-ї бригади. На цій посаді він працював п'ять місяців, після чого був призначений командиром бригади. На цій посаді він працював три з половиною роки.
Вадерій Сахащик зізнавався, що на цьому етапі кар'єри на нього впав великий обсяг адміністративної роботи. Однак нові повноваження дозволили офіцеру реалізувати старі задуми — і саме вони принесли йому широку популярність в армійському середовищі. Бригада починала ранок із зарядки: бігу на 10 км і купання в озері, зокрема взимку — в ополонці. Разом із солдатами мали бігати й офіцери, які мали оцінки з фізпідготовки нижче «відмінно». З'явилася в бригаді і збірна з рукопашного бою.
Але головна візитна картка Сахащика — запровадження у бригаді кваліфікаційних випробувань на кшталт здачі на крапові берети у внутрішніх військах МВС. При ньому були розроблені документи про проведення таких випробувань і введено спеціальну відзнаку — «Чорний орел».
Ці випробування також пройшов і сам Сахащик.та одержав «Чорного орла» (який став символом усієї бригади). Екзамен проводили кожні півроку, також і для військовослужбовці внутрішніх військ — власників кропових беретів. Комбриг стверджував, що його випробування були навіть більш всеосяжними, ніж спецназівські, і мали більш прикладний характер — тобто готували до реальних бойових дій. Кандидатом на проходження випробувань не могли бути військовослужбовці, які мали дисциплінарні провини, що, на переконання Сахащика, позитивно позначилося на загальному мікрокліматі в бригаді.
Як повідомляє «Наша Ніва», Сахащика вижив з армії тодішній начальник Генерального штабу Гурульов. У ті часи прискореними темпами відбувалося скорочення військових частин у Бересті, які дісталися у спадок від СРСР. Ліквідація передбачала списання великої кількості матеріальних цінностей, транспорту, нерухомості, що супроводжувалося корупційними скандалами. В таких умовах Сахащику запропонували піти служити до Генштабу ЗС Білорусі, але десантник відмовився від кабінетної роботи і пішов у запас. На той момент йому було 38 років.
У результаті на чолі Берестейської бригади поставили Вадима Денисенка, який не мав ніякого досвіду стрибків з парашутом.

## Подальша діяльність
Після звільнення з білоруської армії Валерій Сахащик влаштувався до «Інкофуду». Починав зі спеціаліста відділу маркетингу, а закінчив роботу на підприємстві на посаді виконавчого директора.
Трохи згодом у Польщі він став співзасновником будівельної фірми, яка створювалася білорусами та працювали на ній 900 осіб — також білоруси. Пізніше Сахащика призначили головою правління групи компаній SK-BUD&SAHATY. Компанія займається промисловим та цивільним будівництвом у восьми країнах світу (Україна, Білорусь, Об'єднані Арабські Емірати, Кенія, Катар, Польща, Німеччина, Росія). Бізнес сімейний, решта членів правління — родичі Сахащика. Фахівці компанії займаються зведенням великих промислових та житлових об'єктів у Європі, а також складною реставрацією архітектурних пам'яток. У Білорусі фірма запам'яталася благодійністю — наприклад, зробила нову кухню для дитячого села в Кобрині.

## Громадська діяльність
Під час протестів в Білорусі 2020 року він приїхав із Польщі до Берестя просити керівництво берестейської міліції випустити людей з ізоляторів.
Знову про колишнього білоруського комбрига масово заговорили в лютому 2022 року, за кілька днів після російського вторгнення в Україну. У своєму відеозверненні колишній командир «тридцятьвісімки» закликав білоруських військових не брати участь у путінській агресії.
|                   | Росіяни просто стали жертвами своїх пропагандистів, які пообіцяли, що народ України зустріне їх хлібом та сіллю, як визволителів. Жодних правових підстав у білоруських військових сил вриватися в Україну немає. Це прямо забороняє чинна Конституція. Це не наша війна. Ви не захищатимете свою батьківщину, дім чи родину і не отримаєте слави — лише ганьба, приниження та смерть |
| — Валерій Сахащик | |

За кілька днів Валерію Сахащику заочно відповів депутат Національних зборів Республіки Білорусь, голова комісії з нацбезпеки та колишній начальник білоруського Генштабу ЗС Білорусі Олег Білоконьов. Він назвав відео Сахащика «дешевим популізмом» і зазначив, що інформацію про військову обстановку комбригу не міг подати ніхто, «крім як спецслужби західних країн».
У липні помічник командира полку «Погоня» Вадим Прокоп'єв розкритикував штаб Світлани Тихановської на Форумі демократичних сил у Берліні і серед іншого запропонував зробити з політика «королеву Єлизавету», передавши повноваження прем'єру — "білоруському Черчиллю, керівнику військового кабінету. У дискусії, що розгорнулася після цієї заяви, нерідко звучало прізвище Сахащика, чиє звернення до цього дійсно широко розійшлося українськими ЗМІ.
9 серпня 2022 року Валерій Сахащик став членом Об'єднаного перехідного кабінету Світлани Тихановської з питань оборони та нацбезпеки.
|                   | Я ніколи не цікавився політикою і не мріяв про кар'єру політика, як і більшість присутніх у приміщенні. Не ми винні, що в нашій країні відбулися події, на які ми, як порядні люди, відреагували не так, як цього від нас очікувала влада, — сказав він і додав, що бачить Білорусь як парламентську республіку з чітким поділом влади, системою стримувань і противаг. — Якщо хтось очікує, що я формуватиму хунту і почну будувати сценарії захоплення влади, я вас розчарую, у мене нічого такого в планах немає. <…> Перейдемо до того, що ми маємо. Ми маємо кілька підрозділів білорусів, які воюють в Україні. Ми обзавелися розвідкою, системою стеження та зв'язку. Люди не уявляють, як багато білорусів, які виїхали за кордон, нам допомагають |
| — Валерій Сахащик | |

Був підтриманий відомим білоруським політиком Зеноном Позняком:

Тут я маю засвідчити, що Валерій Степанович Сахащик — порядний білоруський офіцер честі, патріот Білорусі, який піклується про її долю та захист. Потрібно підтримувати таких людей, які хочуть допомогти Батьківщині у важкий для народу час. Не звертаємо увагу на гавкіт собачий. Свобода попереду. Живе Білорусь!
Оригінальний текст (біл.)
[Тут я павінен засьведчыць, што Валеры Сьцяпанавіч Сахашчык прыстойны беларускі афіцэр гонару, патрыёт Беларусі, які дбае пра яе лёс і абарону. Трэба падтрымліваць такіх людзей, якія хочуць дапамагчы Бацькаўшчыне ў цяжкі для народу час. Не зьвяртайма ўвагі на брэх сабачы. Свабода наперадзе. Жыве Беларусь!] Помилка: [undefined] Помилка: {{Lang}}: немає тексту (допомога): невпізнаний код мови: by (допомога)

На початку січня 2023 року стало відомо, що Валерій Сахащик у листопаді 2022 року зустрівся з головнокомандувачем ЗСУ Валерієм Залужним. Журналісти, з посиланням на джерела в білоруській опозиції, повідомили, що зустріч Залужного та Сахащика відбулася в дружній атмосфері.
У травні 2023 року суд Центрального району Мінська визнав екстремістськими сторінки Сахащика у YouTube, Telegram та Instagram.
У червні 2023 року Сахащик оголосив про створення 1-ї окремої десантно-штурмової роти білорусів, яка входить до складу 79-ї десантно-штурмової бригади. За словами бійця цієї роти, Сахащик сам бере участь у бойових завданнях..
1 серпня 2024 року Сахащик оголосив про свою відставку з Об'єднаного перехідного кабінету.

## Особисте життя
Валерій Сахащик одружений, перебуває в третьому шлюбі. Про першу дружину інформації немає, друга була екстремалка та парашутистка, з третьою дружиною познайомився на батьківських зборах у школі. У нього є донька та троє синів, один з яких офіцер армії Білорусі.
Довгі роки був близьким другом колишнього Начальника Генерального штабу Збройних сил Республіки Білорусь Олега Бєлоконєва.
У 1992 році отримав паспорт Російської Федерації, як офіцер, що служив у юрисдикції Російської РФСР.